# Leptocerus interruptus
Leptocerus interruptus (polska nazwa – niprzyrówka rzeczna) – owad, chruścik z rodziny Leptoceridae. Larwy prowadzą wodny tryb życia, budują przezroczyste domki z przędzy jedwabnej z wbudowanymi nielicznymi ziarnami piasku. Larwy Leptocerus interruptus zasiedlają rzeki północnej Polski (Pojezierze Pomorskie, Pojezierze Mazurskie).

## Rozmieszczenie i historia badań
Leptocerus interruptus został umieszczony na liście zwierząt ginących i zagrożonych w Polsce jako gatunek narażony – VU). W ostatniej edycji czerwonej listy zwierząt ginących i zagrożonych gatunek ten uzyskał status prawdopodobnie wymarłego (EX?).
Leptocerus interruptus jest gatunkiem znanym z prawie całej zachodniej Europy, lecz rzadko spotykanym w Polsce gatunkiem związanym z rzekami nizinnymi. Z pracy Tomaszewskiego (1965) wynika, że pierwsze dane o występowaniu tego gatunku na obszarach dzisiejszej Polski znajdują się w przedwojennych pracach Schneidea z 1885 r. (okolice Wrocławia) i Ulmera z 1913 r. (Prusy Wschodnie). Szczepańska w spisie chruścików Pojezierza Mazurskiego z roku 1958 wykorzystała jeszcze jedną przedwojenną pracę – publikację Racięckiej (1931). Jednakże dane Racięckiej pochodzą z terenów dzisiejszej Litwy i nie powinny być uwzględniane w opracowaniach dotyczących obszarów współczesnej Polski.
Po wojnie, w 1961 r., jako pierwsza wykazała ten gatunek Wanda Riedel w miejscowości Gołdap. Kolejnych danych dostarczyły prace Wielgosza (1979a, b), który z rzeki Łyny w okolicach Olsztyna, Dobrego Miasta i Bartoszyc, jako pierwszy w powojennej Polsce, opublikował dane dotyczące larw L. interruptus. Prace Wielgosza umknęły uwadze Czachorowskiego (1994) w podsumowaniu wiedzy o chruścikach Polski Północno-Wschodniej.
Niewielka ilość danych na przestrzeni kilkudziesięciu lat badań spowodowała, że w 1992 r. L. interruptus znalazł się na liście zwierząt ginących i zagrożonych w Polsce jako gatunek narażony (Szczęsny 1992), a w roku 2002 jako gatunek prawdopodobnie wymarły (Szczęsny, 2002).
Po blisko dwudziestu latach ukazały się kolejne publikacje zawierające informacje o występowaniu L. interruptus. Larwy tego gatunku znalezione zostały w rzece Łynie na terenie Lasu Warmińskiego pod Olsztynem (Czachorowski i in. 1998) oraz w rzece Drawie w Złocieńcu (Pietrzak 2001). W Drawie gatunek ten występował bardzo licznie i pod względem liczebności był dominantem wśród wszystkich chruścików stwierdzonych na terenie Złocieńca.
W najnowszej edycji czerwonej listy zwierząt ginących i zagrożonych w Polsce L. interruptus uznano za gatunek prawdopodobnie wymarły (Szczęsny, 2002). Wydaje się, że jest to decyzja zbyt pochopna w świetle danych literaturowych. Jeżeli za punkt wyjścia uznać publikację Tomaszewskiego (1965), to po tej dacie wykazano ten gatunek kilkakrotnie (Wielgosz, 1979a, b, Czachorowski i in., 1998, Pietrzak, 2001), w tym dwukrotnie po 1992 r. Ponadto w zbiorach Katedry Ekologii i Ochrony Środowiska UWM w Olsztynie znajdują się niepublikowane dane o ponad tysiącu larw tego gatunku z terenów północnej Polski. W zaistniałej sytuacji wskazana jest publikacja tych danych.

## Nowe stanowiska[10]Leptocerus interruptus
- Rzeka Prusina, Tleń (CE14), 07 VI 1996 – 1 domek larwalny (leg. M. Kłonowska-Olejnik, det. S. Czachorowski). Domek tego gatunku jest bardzo charakterystyczny, więc stwierdzenie to można uznać za wysoce prawdopodobne.
- Rzeka Łyna, Bartąg (DE65), 08 V 1998 – 1 larwa, 26 VI 1998 – 21 larw (det. S. Czachorowski).
- Rzeka Łyna, Ruś (DE 65), 26 VI 1998 – 8 larw (det. S. Czachorowski).
- Rzeka Łyna przy jez. Ustrych (DE64), 08 V 1998 – 30 larw, 26 VI 1998 – 1 larwa (det. S. Czachorowski).
- Rzeka Łyna, Kurki (DE63), 08 V 1998 – 1 larwa, 26 VI 1998 – 1 larwa, 12 X 1998 – 1 larwa (det. S. Czachorowski).
- Rzeka Wąsawa, Złocieniec (WV63), 22 V 1999 – 1 larwa (leg., det. L. Pietrzak).
- Rzeka Drawa, Złocieniec (WV63), 21 IV 2000 – 05 X 2002, 922 larwy i 2 domki larwalne (leg., det. L. Pietrzak). Wcześniej opublikowano jedynie wstępne dane z okresu 21 IV 2000 – 03 V 2001 (Pietrzak 2001).

## Leptocerus interruptus– ocena zagrożenia
W świetle dostępnych informacji Leptocerus interruptus z pewnością nie jest gatunkiem wymarłym na terenie Polski. Chociaż jest rzadko spotykany, to występuje współcześnie i na dodatek lokalnie bardzo licznie. Można jedynie stwierdzić, że bardzo rzadko był łowiony w stadium imaginalnym. Badania bentosu i uwzględnienie stadiów larwalnych rzuca zupełnie nowe światło na liczebność tego gatunku. O tym, że powinien występować w Polsce świadczy jego rozmieszczenie w Europie. Bardziej właściwą kategorią zagrożenia dla L. interruptus byłby chyba status gatunku zagrożonego (EN) lub krytycznie zagrożonego (CR).